# Nikon Coolpix S4
Pour les articles homonymes, voir S4.
Le Nikon Coolpix S4 est un appareil photographique numérique de type compact fabriqué par Nikon de la série de Nikon Coolpix.
Commercialisé en septembre 2005 au prix public de 469 euros, sa principale particularité réside dans son corps pivotant qui permet d'orienter l'objectif suivant les besoins de la prise de vue.

Le S4 est un appareil mince de 3,7 cm d'épaisseur et de dimensions réduites: 11,15 × 6,85 cm. Il possède une définition de 6 mégapixels et possède un puissant zoom optique de 10×.

Sa portée minimum de mise au point est de 30 cm, ramenée à 4 cm en mode macro.

Il est équipé d'une fonction AF Priorité visage qui permet d'avoir des portraits d'une bonne netteté puisque l'appareil détecte les visages et réalise la mise au point dessus.

Grâce à sa fonction d'avertissement de flou, l'opérateur peut vérifier
le résultat de l'image et le cas échéant en reprendre une autre, tandis que la fonction "BSS" (Best Shot Selector) sélectionne parmi dix prises de vues successives, l'image la mieux exposée et l'enregistre automatiquement.

Il possède également le système D-lighting développé par Nikon qui permet d'éclaircir les zones sous-exposées d'une image directement à partir de l'appareil.

Son automatisme gère 15 modes Scène pré-programmés, afin de faciliter les prises de vues (portrait, paysage, sport, portrait de nuit, fête/intérieur, plage/neige, coucher de soleil, aurore/crépuscule, paysage de nuit, gros plan, musée, feux d'artifice, reproduction, contre-jour, panorama assisté).

L’ajustement de l'exposition est automatique et permet également un mode manuel avec un ajustement dans une fourchette de ±2.0 par paliers de 0,33 EV.

La balance des blancs se fait de manière automatique, mais également semi-manuel avec des options pré-réglées (tubes fluorescent, nuageux, lumière au tungstène, flash, lumière du jour).

Son flash incorporé a une portée effective de 0,3 à 3 m et dispose de la fonction atténuation des yeux rouges et d'un dispositif d'éclairage AF.

Son mode rafale permet de prendre jusqu'à 1,3 image par seconde.

## Caractéristiques
- Capteur CCD taille 1/2,5 pouce - 6,4 millions de pixels, effective: 6 millions de pixels
- Zoom optique: 10x, numérique: 4x
- Distance focale équivalence 35 mm: 38-380 mm
- Ouverture de l'objectif: F/3,5-F/13,6
- Vitesse d'obturation: 2 à 1/1000 seconde
- Sensibilité: Auto: ISO 50 à 200 ou manuel: ISO 50, 100 , 200 et 400.
- Stockage: Secure Digital SD - mémoire interne de 13,5 Mo
- Définition image maxi: 2816×2112 au format JPEG
- Autres définitions: 2048×1536, 1024×768 et 640×480
- Définitions vidéo: 160×120, 320×240 et 640×480 à 15 images par seconde au format AVI et avec son.
- Connectique: USB 2.0, audio-vidéo composite
- Compatible PictBridge
- Écran LCD de 2,5 pouces - matrice active TFT de 110 000 pixels
- Batterie rechargeable (2) AA (LR6) NiMH
- Poids: 225 g sans accessoires
- Finition: Argent.